# مقر دونات
دونات هو لقب أُطلق على المقر الرئيسي لمكاتب الاتصالات الحكومية البريطانية (GCHQ)، وهو وكالة استخبارات وتشفير بريطانية. يقع على أرض مساحتها 71 هكتار (176 فداناً) في بنهال في ضواحي شلتنهام في غلوسترشاير في جنوب غرب إنجلترا، كما يضم 5500 موظفاً؛ إذ تُعتبر مكاتب الاتصالات الحكومية البريطانية واحدة من أكبر أرباب العمل في غلوسترشير.
بُني «دونات» لتحديث وتعزيز مباني مكاتب الاتصالات الحكومية البريطانية المتعددة في شلتنهام، واكتمل في عام 2003، كما انتقلت المكاتب في عام 2004 إلى المبنى الذي يُعتبر أكبر منشأة شُيّدت من أجل عمليات المخابرات السرية خارج الولايات المتحدة.
كان «دونات» صغيراً جداً بالنسبة لعدد موظفيه عند اكتماله، كما استوعب المبنى الثاني الذي بُني في موقع سري لم يُكشف عنه في «منطقة غلوسترشير»؛ موظفي مكاتب الاتصالات الحكومية البريطانية. يُحيط ب «دونات» مواقف سيارات ودراجات على شكل حلقات متحدة المركز ومحمية بشكل جيد من قبل الأمن.
تم تمويل تشييد المبنى من خلال مبادرة تمويلية خاصة، كما زادت تكاليف البناء إلى حد كبير بسبب الصعوبات في نقل البنية التحتية لتكنولوجيا المعلومات إلى المبنى. يُعتبر المبنى المُشيّد بشكل أساسي من الفولاذ والألمنيوم والحجر؛ حديثاً من ناحية التصميم، إذ تطمح إدارة مكاتب الاتصالات الحكومية البريطانية لجعل المبنى معروف دولياً كمبنى البنتاغون.

## المعلومات الأساسية
وحد بناء «الدونات» في عام 2003 العمليات التي وُزعت في السابق على موقعين في مكان واحد، الأمر الذي جعلهُ يحل محل أكثر 50 مبنى في هذه العملية. نُقل آخر الموظفين من موقع مكاتب الاتصالات الحكومية البريطانية القريب من أوكلي إلى بناء «الدونات» في أواخر عام 2011.
يعكس تصميم بناء «الدونات» نمط العمل الجديد المقصود من قبل مكاتب الاتصالات الحكومية البريطانية بعد نهاية الحرب الباردة، والذي سهل التحدث بين الموظفين وبينهم وبين مدير مكاتب الاتصالات الحكومية البريطانية ومرؤوسيه.
قُدّر لأي شخص يعمل في المبنى بإمكانية الوصول إلى أي عامل آخر في غضون خمس دقائق، كما أن مدير مكاتب الاتصالات الحكومية البريطانية لا يمتلك مكتباً. وصف المخرج إيان لوبان في عام 2014 مكتب المدير بأنه يقع «على مسافة قريبة من المحامين».
تم تمويل بناء «الدونات» بتكلفة قدرها 330 مليون جنيه إسترليني من خلال مبادرة تمويلية خاصة (PFI) طرحتها شركة جماعية شملت شركة كاريليون البريطانية لإدارة المنشآت والبناء (المُعطلة حالياً) وشركة الأمن الدنماركية غروب 4 \فلاك (جي فور إس الآن) وشركة الاتصالات البريطانية مجموعة بي تي.
من المُقرر دفع الائتلاف التجاري البالغ 800 ميلون جنيه إسترليني من أجل الحفاظ على «الدونات» لمدة 30 عاماً، إذ يُعتبر إنشاء «الدونات» أكبر مشروع نفذته الحكومة البريطانية من خلال مبادرة تمويلية خاصة، والذي صممه المهندس المعماري كريس جونسون لصالح شركة الهندسة المعمارية الأمريكية جينسلر، وشيده وبناه المهندس كاريليون.
انتقد رئيس لجنة الحسابات العامة إدوارد لي في عام 2004 التكلفة الكبيرة لانتقال مكاتب الاتصالات الحكومية البريطانية إلى «الدونات»، إذ علق قائلاً «كان من المدهش أن مكاتب الاتصالات الحكومية البريطانية لم تدرك مدى ما ستتورط به في وقت قريب جداً»، كما قال لي في عام 2003 أن التقديرات الأصلية لتكلفة تحرك مكاتب الاتصالات الحكومية البريطانية «غير دقيقة بصورة مذهلة».
نقلت مكاتب الاتصالات الحكومية البريطانية أجهزة الحواسيب والبنية التحتية لتكنولوجيا المعلومات الخاصة بها إلى «دونات»، الأمر الذي سبب في ارتفاع تكلفة نقلها من 41 إلى 450 مليون جنيه إسترليني على مدار عامين، إذ دفع كل من المكتب الخامس وجهاز الاستخبارات البريطاني مبلغ 216 مليون جنبه إسترليني مقابل ميزانية مُتفق عليها حديثاً بقيمة 308 مليون جنيه إسترليني؛ وذلك بعد أن رفضوا في البداية تمويل الرقم الأصلي المُرتفع المُتفق عليه. بلغت التكلفة النهائية لنقل مكاتب الاتصالات الحكومية البريطانية إلى مقرها الجديد أكثر من سبعة أضعاف التقديرات الأصلية.
كان تعقيد شبكة الحواسيب في مكاتب الاتصالات الحكومية البريطانية هو المسؤول عن زيادة التكاليف، كما عُثر على مشاكل في الشبكة أثناء إعداد أجهزة الحواسيب «لمشكلة عام 2000»؛ فكان من شأن إغلاق كل حاسوب بشكل فردي قبل إعادة تشغليه في «دونات» أن يترك مكاتب الاتصالات الحكومية البريطانية غير قادرة على إكمال أي عمل استخباراتي رئيسي لمدة سنتين؛ خلال نقلهم لأجهزتهم الإلكترونية وفق الجدول الزمني الأصلي دون وقوع «ضرر غير مقبول» لجمع المعلومات، والذي سيُكلف 450 مليون جنيه إسترليني.
قال المكتب الوطني القومي لمراجعة الحسابات التابع للملكة المتحدة في مراجعته لحركة مكاتب الاتصالات الحكومية البريطانية في عام 2003 أن وزراء الحكومة لم يكونوا ليوافقوا أبداً على توحيد المنشآت لو علموا التكلفة النهائية.

## التصميم
ينقسم «الدونات» إلى ثلاثة هياكل منفصلة مكونة من أربعة طوابق متطابقة في التصميم ومتصلة من الأعلى والأسفل عبر مساحة أرضية إجمالية تبلغ 140000 متر مربع (1500000 قدم)، ويحتوي المبنى على كتلتين دائريتي الشكل ومقسومين من الداخل «بشارع» مُغطى بالزجاج.
يُعتبر الفولاذ والألمنيوم والحجر هي مواد البناء الأساسية، وخاصةً الجرانيت والحجر الجيري المحلي المُستورد من كوتسوولدرز؛ إذ قام المصممون بدمج المواد المُعاد تدويرها في مصانع الفولاذ وبناء المكاتب، كما رشحت جمعية شلتنهام المدنية تصميم «الدونات» لاحقاً لجائزة «تسليط الضوء على تحسينات البيئة العمرانية والطبيعية».
يمر ممشى «الشارع» دائري الشكل في جميع أنحاء المبنى، ويقع فناء الحديقة في الهواء الطلق وسط «الدونات»؛ إذ تحتوي هذه الحديقة الكبيرة على قاعة ألبرت الملكية ونصب تذكاري لموظفي مكاتب الاتصالات الحكومية البريطانية الذين قُتلوا في الخدمة الفعلية؛ إذ توفي حوالي خمسة موظفين في الحرب في أفغانستان.
توجد بنوك الحواسيب العملاقة أسفل الحديقة. يبلغ ارتفاع مبنى «الدونات» 21 متراً (70 قدماً)؛ وقطره 180 متراً (600 قدماً)، كما تشمل المساحات الفردية 24 / 7 / 365 منطقة يعمل فيها الأشخاص وفق «نوبات قصيرة مدتها 12 ساعة في مراقبة أنظمة مكاتب الاتصالات الحكومية البريطانية والنشرات الإخبارية»
يُمكّن برنامج «أكشن أون» موظفي 24 / 7 / 365 من التصرف «بسرعة وحرية» من أجل مساعدة القوات المسلحة البريطانية وتزويدها بالمعلومات.
صُمّم هيكل مبنى «الدونات» بغرض تقليل أي تأثير محتمل لحريق أو هجوم إرهابي عليه؛ كما شمل على مولدات مستقلة توفر الطاقة للمنشآت في حالات الطوارئ. ركبت شركة الاتصالات السلكية واللاسلكية البريطانية حوالي 3000 كيلومتر (1850 ميل) من الألياف الضوئية في المبنى؛ كما استُخدم حوالي 10000 كيلومتر (6000 ميل) من الأسلاك الكهربائية فيه أيضاً.

## لمحة تاريخية
افتتح كل من الملكة إليزابيث الثانية وفيليب دوق أنبرة «الدونات» رسمياً في عام 2004، كما زار جوردون براون رئيس وزراء المملكة المتحدة في عام 2008 «الدونات» وأشاد خطاباً بالموظفين العاملين في المبنى حينها. زار تشارلز أمير ويلز «الدونات» مرتين منذ افتتاحه؛ وكانت كاميلا دوقة كورنوال برفقته في زيارته الثانية.
نادراً ما سُمح لممثلي وسائل الإعلام بالدخول إلى «الدونات»، ولكن زارته صحيفة ذا صن في ديسمبر عام 2010 أثناء إعداد الفيلم الوثائقي «حلّ الرموز» التي قامت به الإذاعة البريطانية بي بي سي الرابعة.

## الجهود الخيرية
صنع 1308 موظف من موظفي مكاتب الاتصالات الحكومية البريطانية في أكتوبر عام 2014 «خشخاش منثور عملاق»، ووضعوه في الفناء المركزي «للدونات» لإحياء نداء خشخاش فيلق المملكة البريطانية. بلغ طول الخشخاش 38 متراً وطول ساقه 28 متراً.
ارتدى الموظفون عباءات شتوية حمراء وشكلوا مركز الخشخاش الأسود بواسطة زي أفراد البحرية الملكية.
يُقام يوم المُجتمع السنوي في «دونات» من أجل تسليط الضوء على الأعمال الخيرية والتطوعية التي يقوم بها موظفي مكاتب الاتصالات الحكومية البريطانية في مجتمع شلتنهام المحلي.